# Depresiunea Întorsura Buzăului
Depresiunea Întorsura Buzăului  (cunoscută și sub termenul etno-folcloric și geografic de Țara Buzaielor), este o depresiune intramontană cu origine mixtă – tectonică și de eroziune  situată în Carpații de Curbură, între Munceii Întorsurii și masivele Podu Calului, Siriu, Tătaru și Ciucaș.

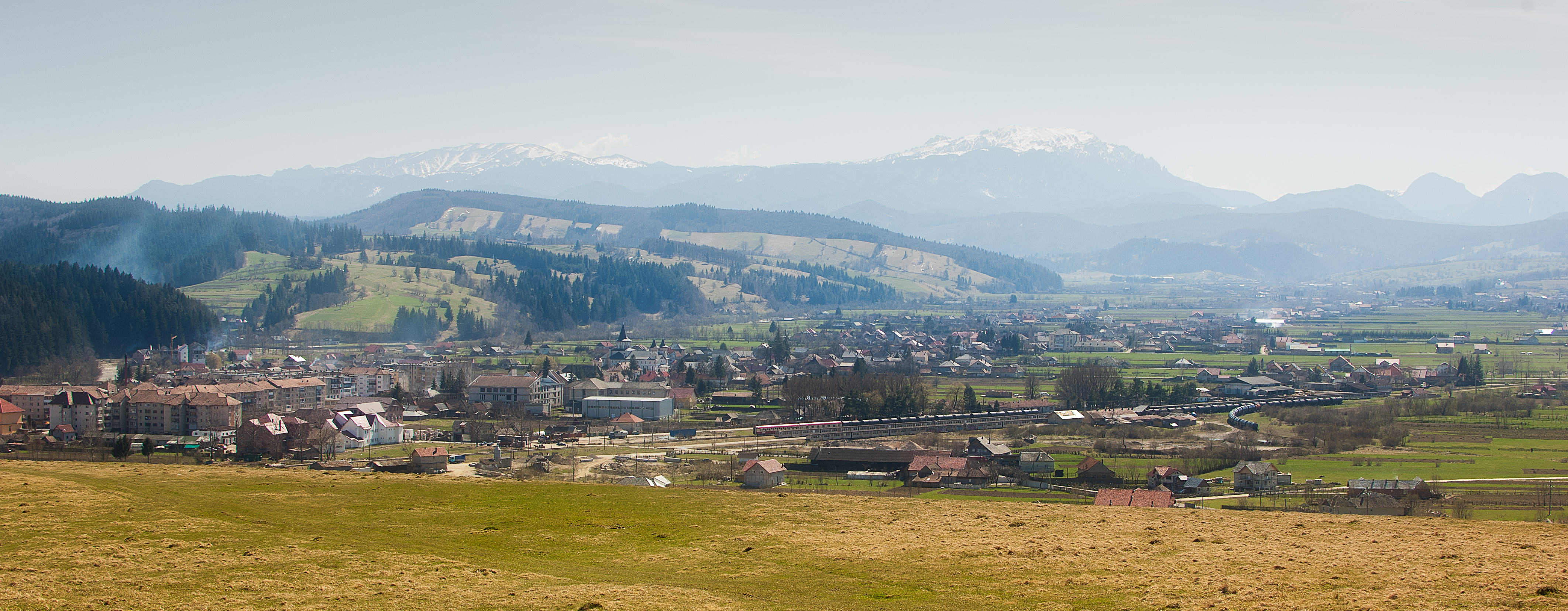
Panoramă din Depresiunea Întorsura Buzăului

## Geologie și geomorfologie
Deși considerată inițial numai de origine tectonică, este în realitate formată în sedimentele cretacice ale flișului unității de Teleajen (șisturi cu intercalații grezoase masive) și prin contribuția Buzăului împreună cu afluenții săi din cursul superior. Oscilațiilor tectono-struturale în raport cu unitățile montane adiacente (300–350 m față de Clăbucetele Întorsurii – spre nord și 600–700 m față de munții sudici),  li s-a adăugat erodarea laterală de către apele curgătoare – în sectorul Întorsurii. Actual tectonica sa este subsumată celei a Munților Buzăului, fiind caracterizată de seismicitate ridicată și ascensiune cu 0,5-1 mm/an.
Limitele sale, sunt:
- Spre nord Clăbucetele Întorsurii (700-1220 m) dintre văile Tărlung și Zagon, care sunt caracterizate de un relief cu pante domoale
- Spre sud-vest domină Masivul Ciucaș (maxim 1954 m), care încadrează cu abrupturile sale nordice depresiunea
- Spre sud Munții Siriului – cu aspect ruiniform, penetrează aria printre cele două golfuri depresionare centrate de valea Buzăului.
- Masivul Podu Calului (1437 m) limitează zona spre est și sud-est.

Cu o lungime de aproximativ 16 km, este dispusă în formă de potcoavă, de la Vama Buzăului și până la sud de Bobocea. Are aspectul unei mici câmpii intramontane cu o altitudine absolută de 800 m și cuprinde șesul Buzăului precum și terasele sale inferioare. În zona Întorsurii Buzaului – unde se varsă în râu pâraie cu văi largi tentaculare care spre amonte sunt despărțite de dealuri ori clăbucete, depresiunea are lațimea cea mai mare.

## Climă
Fiind în zona de climat temperat-continental acesta adoptă particularități montane, fiind rece și cu 3-6 luni umede și cu temperaturi  scăzute, anual (media termică de 0 grade Celsius și cicluri de îngheț în perioada noiembrie-aprilie). Lunile umede continuă în perioada mai-iulie, cele uscate fiind august-octombrie. Media multianuală a temperaturii este de 6-7 grade Celsius, iar media precipitațiilor de 600-700 mm spre altitudinile mai joase și de 750-800 mm spre periferie. Cea mai umedă lună este luna iunie.
Înghețul începe toamna devreme (uneori în prima parte a lui septembrie) și dispare primăvara târziu (uneori până în prima decadă a lui mai). Bruma începe în a doua - respectiv a treia decadă a lui septembrie și persistă până în aprilie și, este prezentă în perioadele de tranziție a sezoanelor mai ales la altitudinile mai joase. Zonarea intramontană a depresiunii este un factor favorizant pentru inversiuni termice semnificative, de unde și valorile mult scăzute de temperatură care apar în timpul iernii. După Joseni, aici este zona din România cu cele mai scăzute temperaturi. În partea de sud-vest, frecvent în sezonul cald apar procese de foehn pe pantele Ciucașului, acolo unde în sezonul rece ninge devreme și zăpada persistă până târziu. Calmul atmosferic este frecvent (în special în zonele piemontane și cu predilecție iarna), în condițiile în care concavitatea depresiunii este închisă din toate părțile. Ceața este un fenomen frecvent (25–35 zile anual, mai ales în decembrie-ianuarie și mai puțin în aprilie-mai) 

## Vegetație
Cea mai mare parte a ariei este ocupată de pășuni și pajiști, pădurile găsindu-se cu predilecție spre periferie.

## Rețeaua hidrografică
Principala apă curgătoare este Râul Buzău, care după ce izvorăște din Masivul Ciucaș curgând spre nord-nord-est, străbate depresiunea și după un cot strâns - Întorsura - își continuă curgerea spre spre sud-est pentru a traversa Munții Buzăului.

## Căi de comunicație
Accesul intradepresionar se face prin câteva  trecători: la nord pasurile Barcani (Zagon) (DN13E) și Hămaș (Hagău) (DJ121A) fac legătura cu Depresiunea Târgu Secuiesc, la vest pasurile Zizin (Dălghiu) (DJ 103A) și Predeluș (DN10) fac legătura cu Depresiunea Sfântu Gheorghe, iar la sud pasurile Tabla Buții și Boncuța fac legătura cu Muntenia. Spre est Pasul Buzău (DN10) asigură trecerea prin Carpații Orientali.
Spre sud nu există căi de comunicație modernizate. Principalele rute sunt cele care asigură legăturile cu cele 3 compartimente ale Depresiunii Brașovului precum și cu Moldova, dintre care cele mai importante sunt Drumul Național 10 Brașov - Buzău și calea ferată secundară 403 Brașov - Întorsura Buzăului – care parcurge tunelul Teliu (cel mai lung tunel al rețelei de căi ferate din România).
În trecut a existat o cale ferată îngustă (mocăniță) între Vama Buzăului și Măneciu (județul Prahova) prin Pasul Boncuța.

## Populație, repere administrative
Depresiunea are așezări numeroase, populația – integral românească, fiind bine reprezentată. Majoritatea populației este concentrată în zonele situate în proximitatea DN10 precum și în cele situate mai aproape de Brașov și, mai puțin în zonele sudice și sud-estice
Cea mai importantă  localitate este Întorsura Buzăului. Administrativ, depresiunea aparține atît județului Covasna (orașul Întorsura Buzăului, comunele Sita Buzăului și Barcani cît și județului Brașov (comuna Vama Buzăului.

## Economie
Economia a beneficiat de factorii favorabili reprezentați de situarea pe una dintre importantele rute transcarpatice, dar și de proximitatea cu regiunea Brașovului. Activitatea economică este cu specific montan  creșterea animalelor, exploatarea lemnului și prelucrarea sa industrială. 
Mai puțin evidențiată este agricultura (culturi de cartof și plante furajere). Ca factori defavorabili pot fi enunțați atât regimul climatic cât și ponderea mai redusă a terenurilor agricole, din totalul suprafeței.
Profilul depresiunii se suprapune – în mare, pe două zone, una de terase și pajiști situată la 700-780 m formată din terenuri– valorificate agricol, și alta la 760-850 m de creste muntoase separate de zonele mai joase de areale pastorale și silvice.
Obiective turistice
- Rezervația naturală de zimbri Valea zimbrilor de la Vama Buzăului.
- Lacul Vulturilor, Poarta Vânturilor (Masivul Siriu)
- Cascada Urlătoarele (Masivul Ciucaș) - Front liniar de izvoare cu depuneri majore de tuf calcaros
- Drumul Roman și cetatea din Pasul Tabla Buții (Munții Tătaru)